# ادوین لندسر
ادوین لندسر (انگلیسی: Edwin Landseer; ۷ مارس ۱۸۰۲ – ۱ اکتبر ۱۸۷۳) نقاش، و مجسمه‌ساز اهل پادشاهی متحد بریتانیای کبیر و ایرلند بود. وی همچنین برندهٔ جوایزی همچون پور لی میریت شده‌است. عمده شهرت وی بیشتر به خاطر نقاشی‌هایش از حیوانات و به ویژه اسب‌ها، سگ‌ها و گوزن‌ها می‌باشد. یکی از مهمترین و مشهورترین آثار وی، مجسمه‌های شیر، واقع در میدان ترافالگار می‌باشد.

## زندگی
لندسر در لندن متولد شد. پدر وی یک حکاک با نام جان لندسر بود. او از همان دوران خردسالی یک کودک نابغه بود و تحت تاثیر چند هنرمند، از جمله پدرش و بنجامین رابرت هیدون، نقاش تاریخ معاصر، تشویق شد تا به تحقیق در زمینهٔ شناخت، بررسی عضلات و ساختار اسکلتی حیوانات بپردازد. پس از آن زندگی لندسر با آکادمی سلطنتی هنر عجین گردید، همان جایی که وی از سن ۱۳ سالگی و در سال ۱۸۱۵، آثار خود را در آنجا به نمایش گذاشت. هنگامی که ۲۴ سال داشت، به عنوان عضو پیوسته برگزیده گردید و ۵ سال بعد و در سال ۱۸۳۱، به عنوان یک فرد آکادمیک شناخته گردید. در سال ۱۸۵۰ لندسر به عنوان شوالیه دست یافت و در سال ۱۸۶۶، پیشنهاد شرکت در انتخابات ریاست جمهوری را نپذیرفت. لندسر از دههٔ ۳۰ زندگی‌اش به بعد، دچار حملات عصبی می‌گردید و برای باقی عمرش دچار رنج بسیاری گردید که برگرفته از مالیخولیا، افسردگی و پریشانی بودند. اغلب اوقات این بیماری‌ها با مصرف الکل و مواد مخدر تشدید می‌گردیدند. در چند سال مانده به پایان زندگی این هنرمند، ثبات ذهنی و روحی او پایدار نبود و بنا بر درخواست خانواده‌اش در سال ۱۸۷۲، اعلام گردید که وی دیوانه است.

## نگارخانه

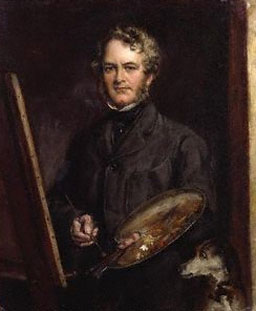
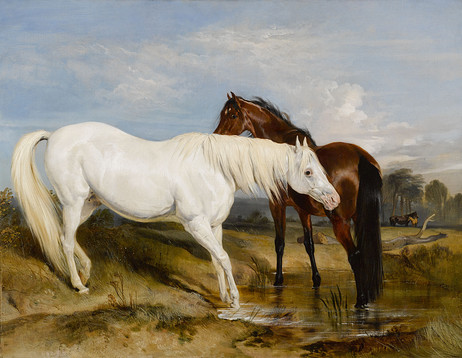
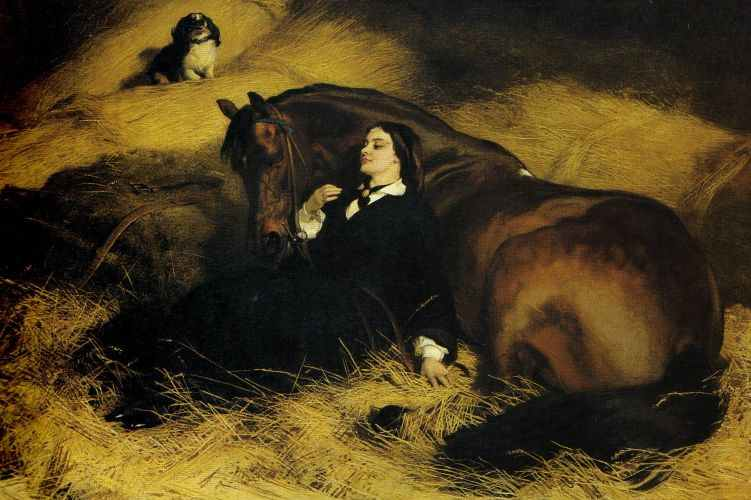
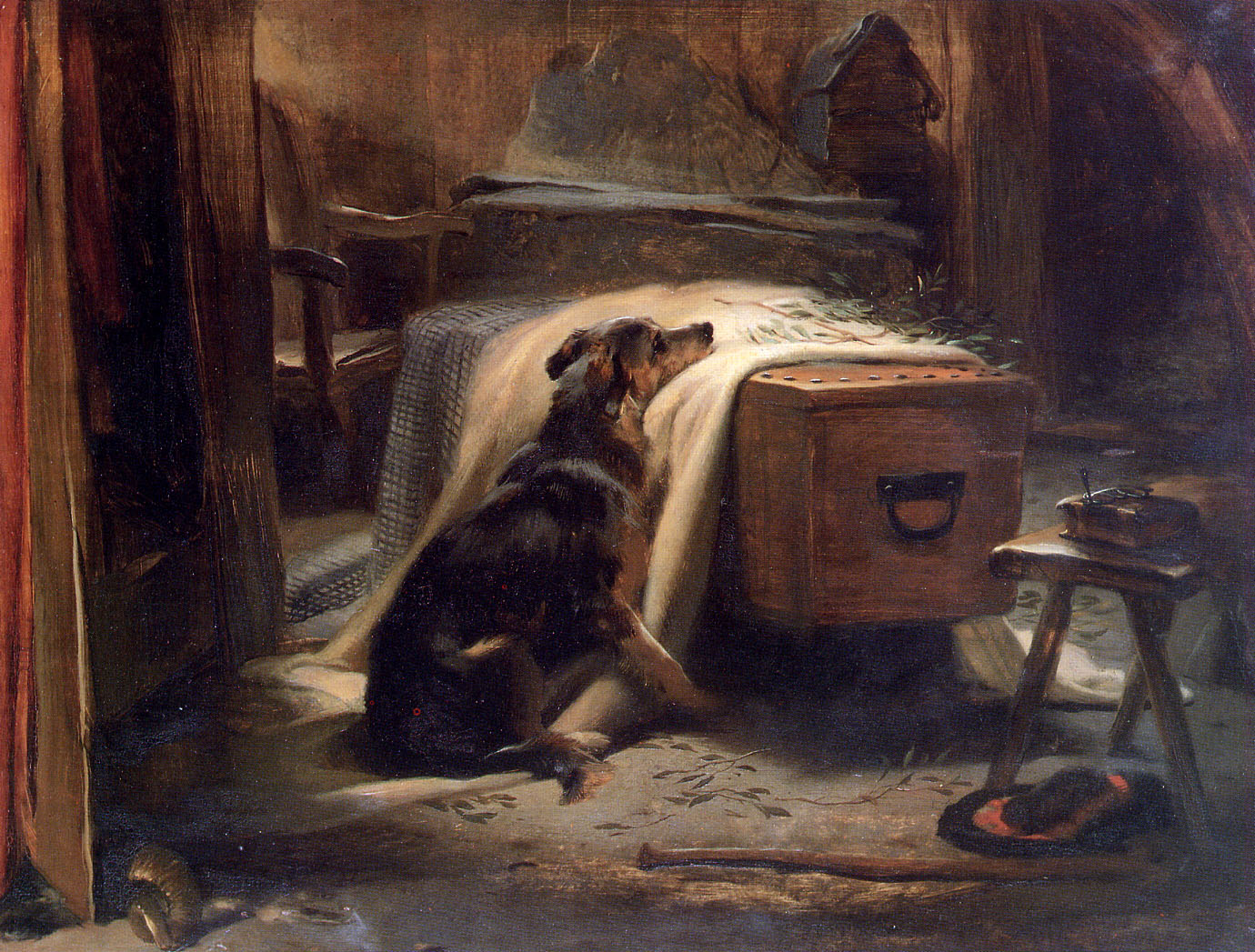
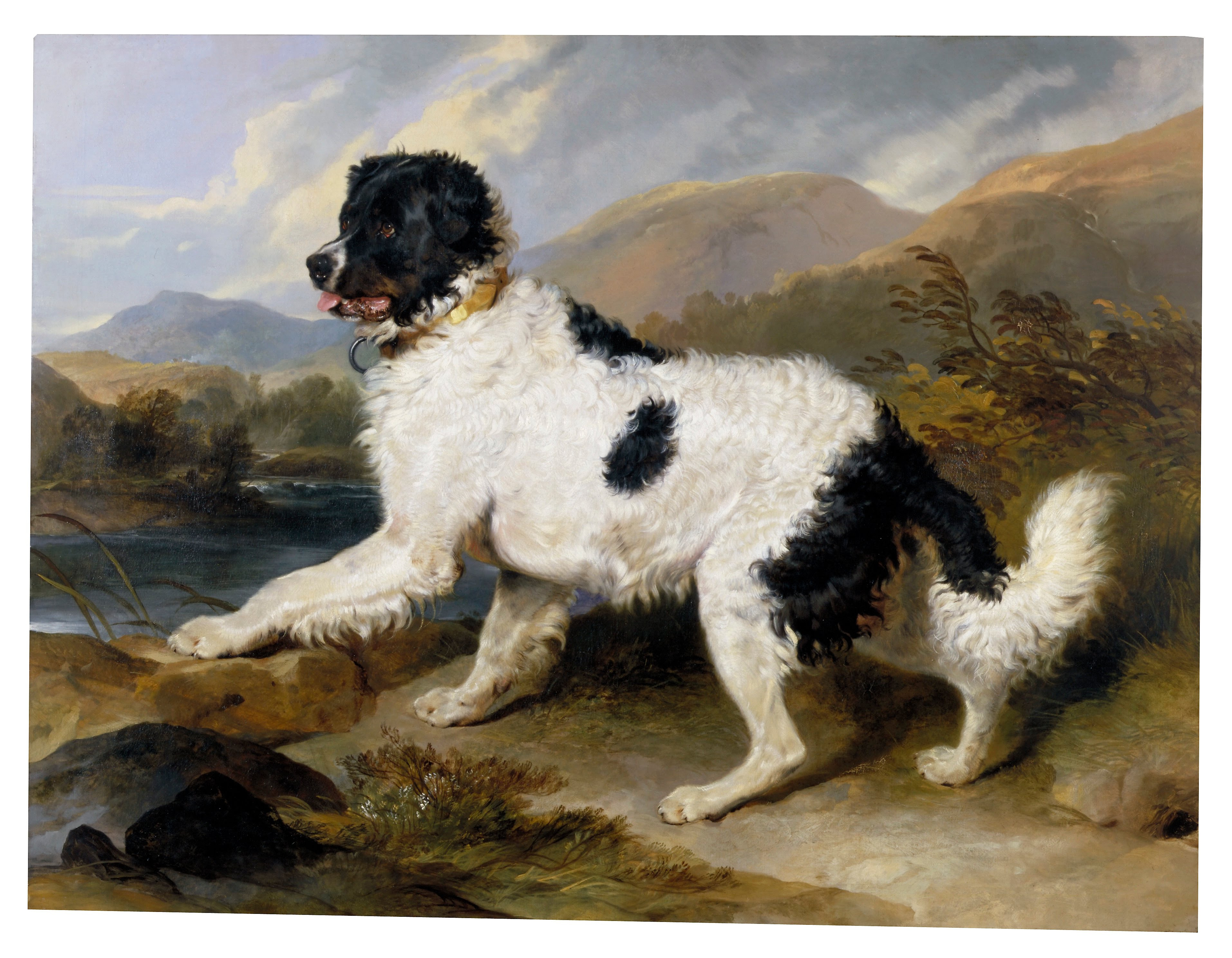
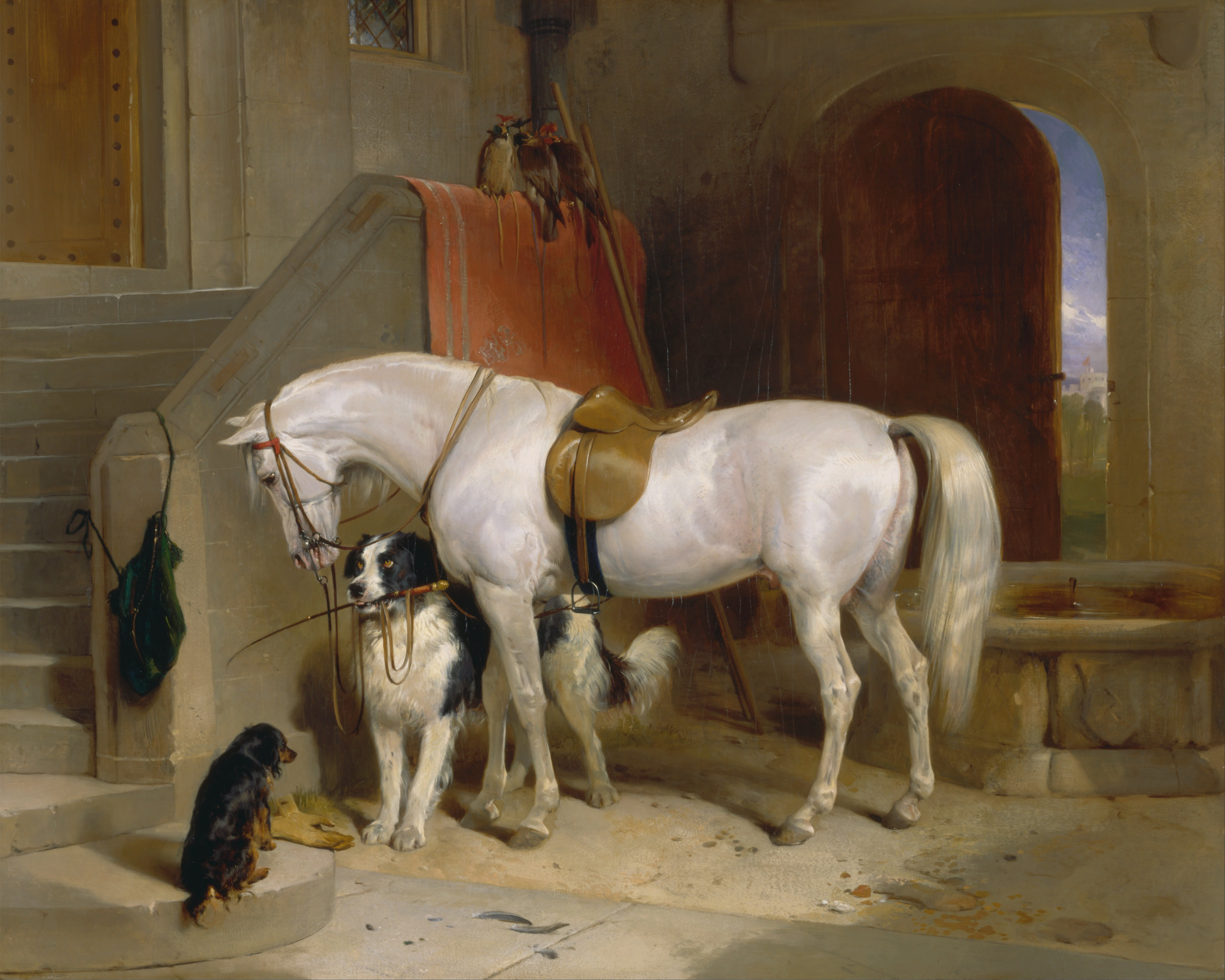
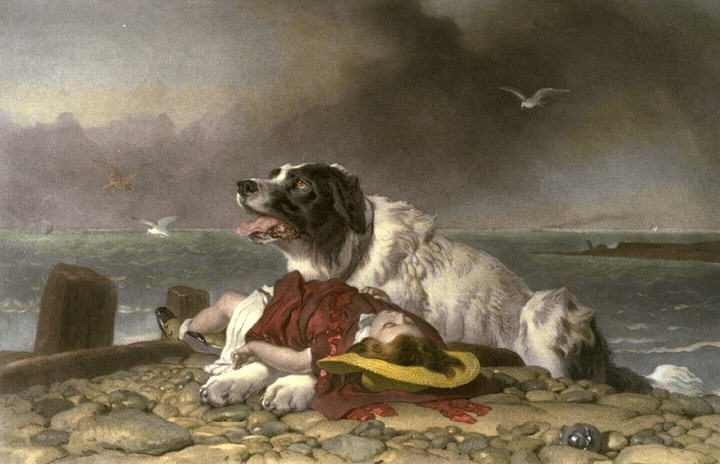
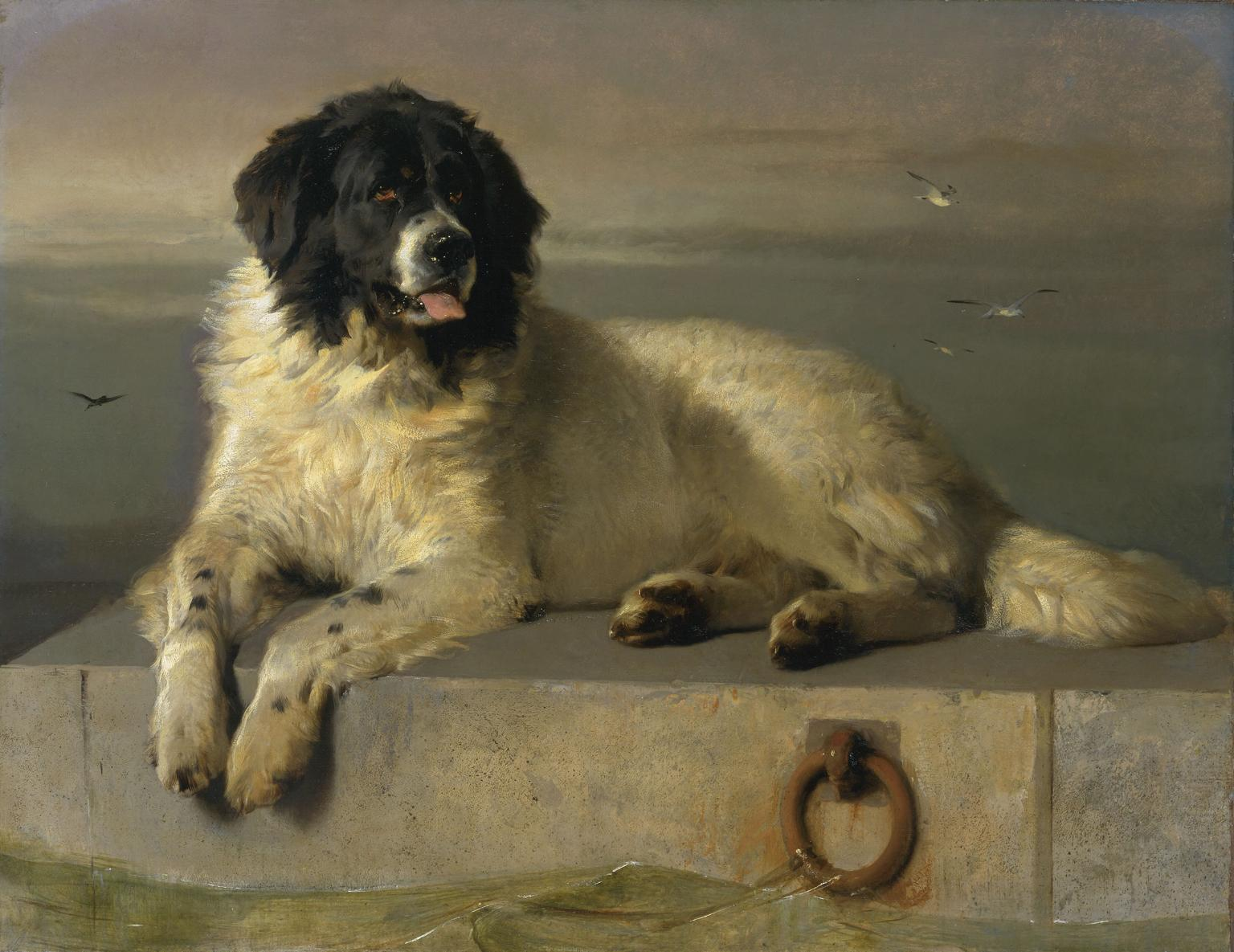
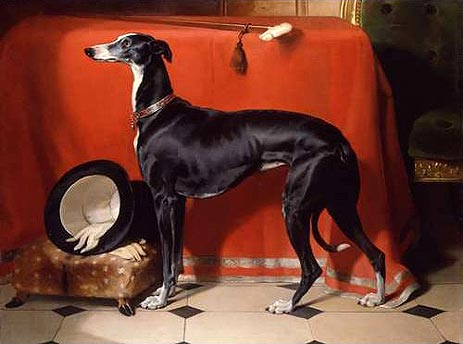
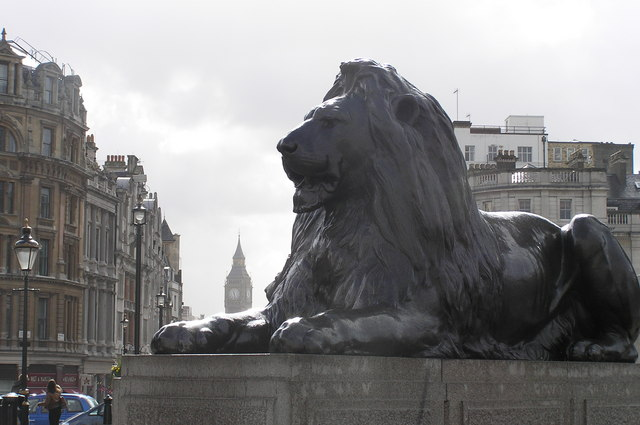
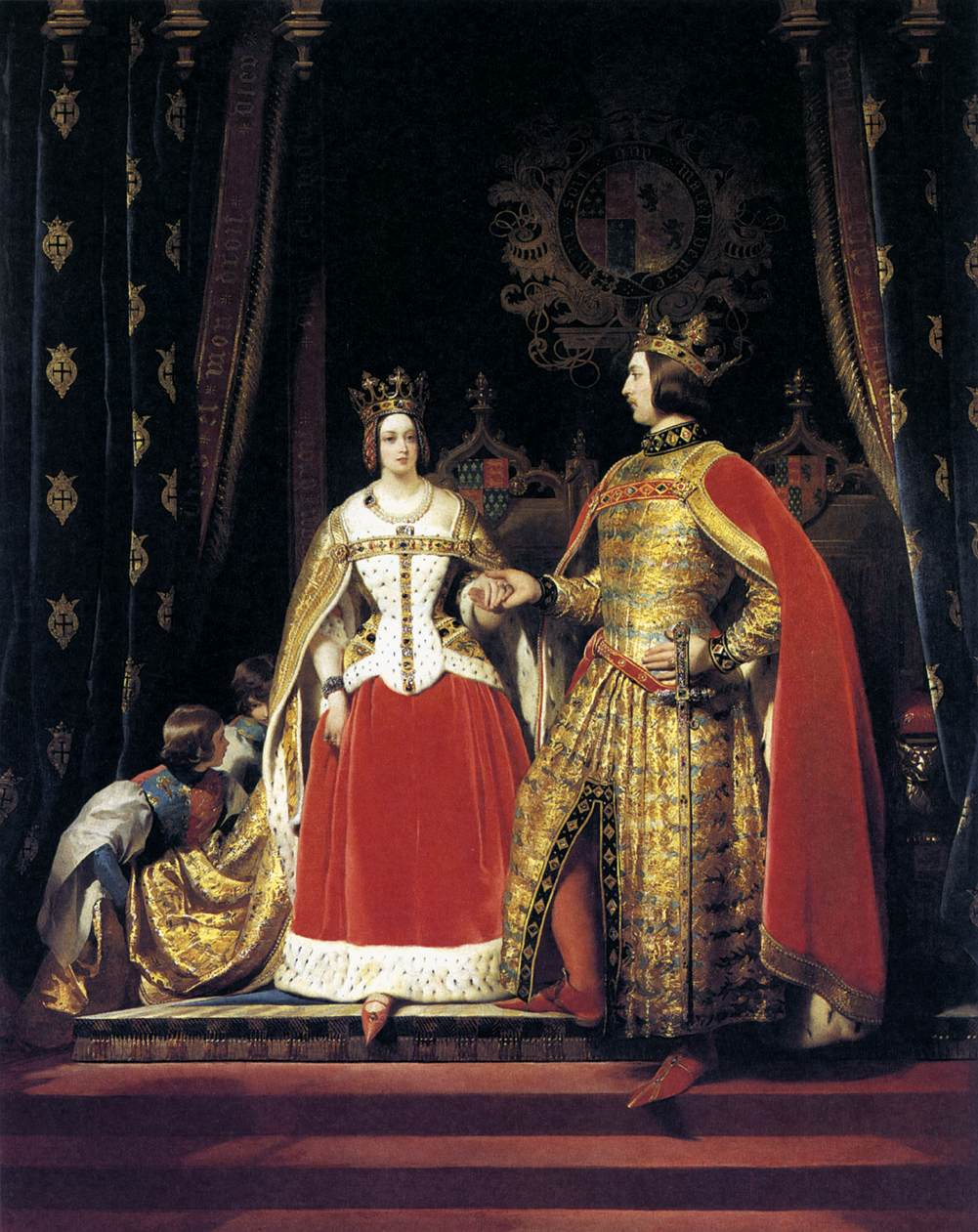
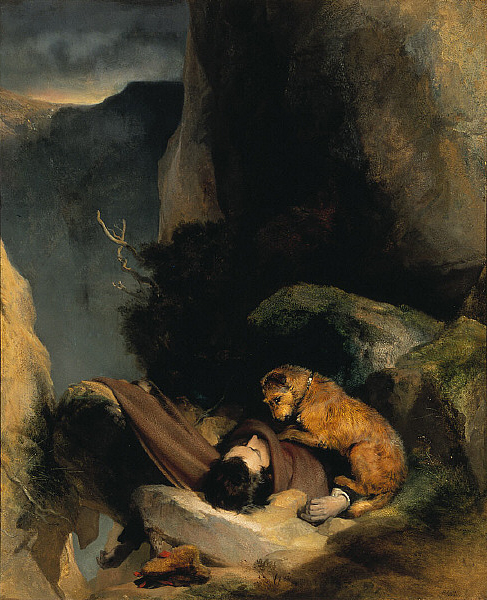
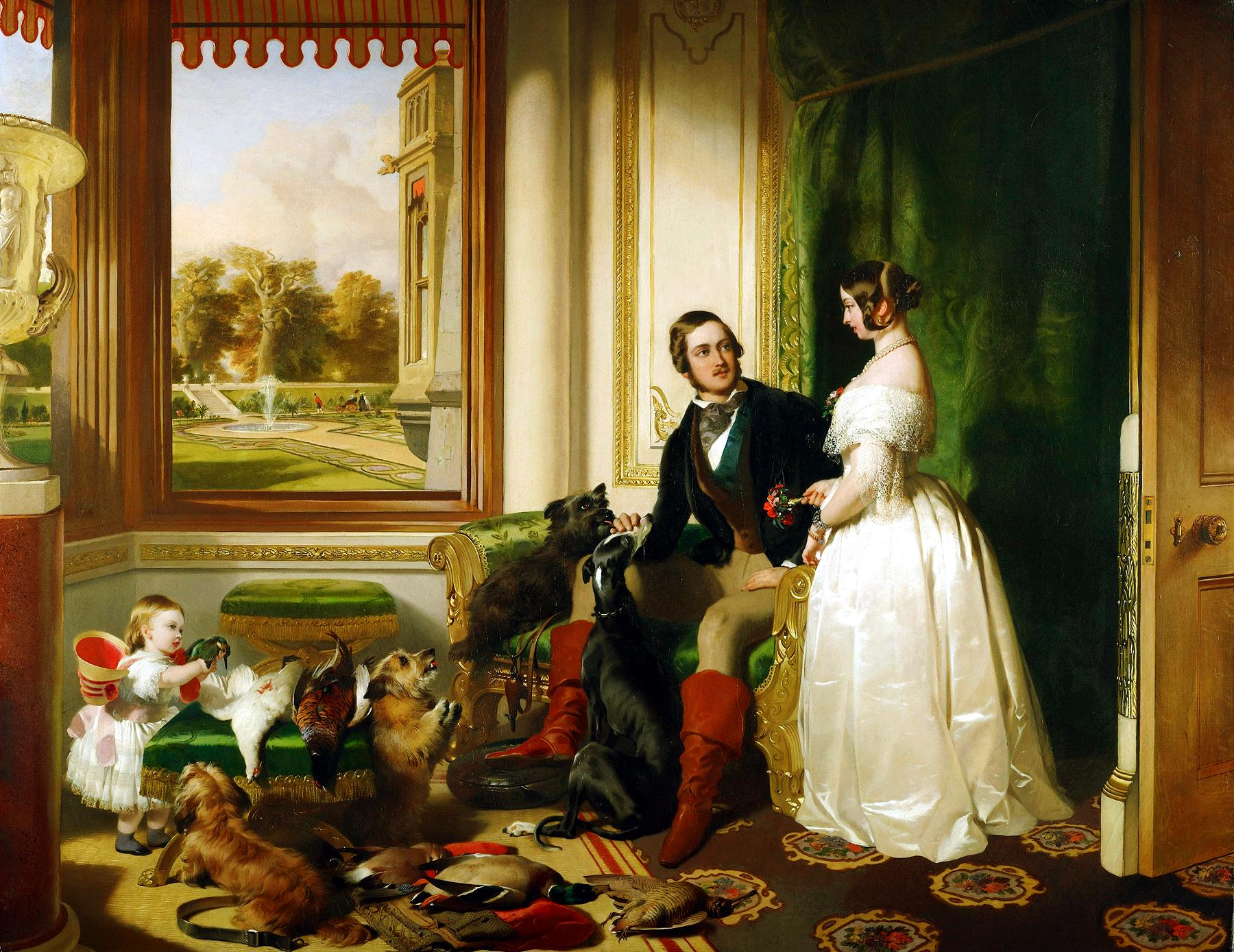
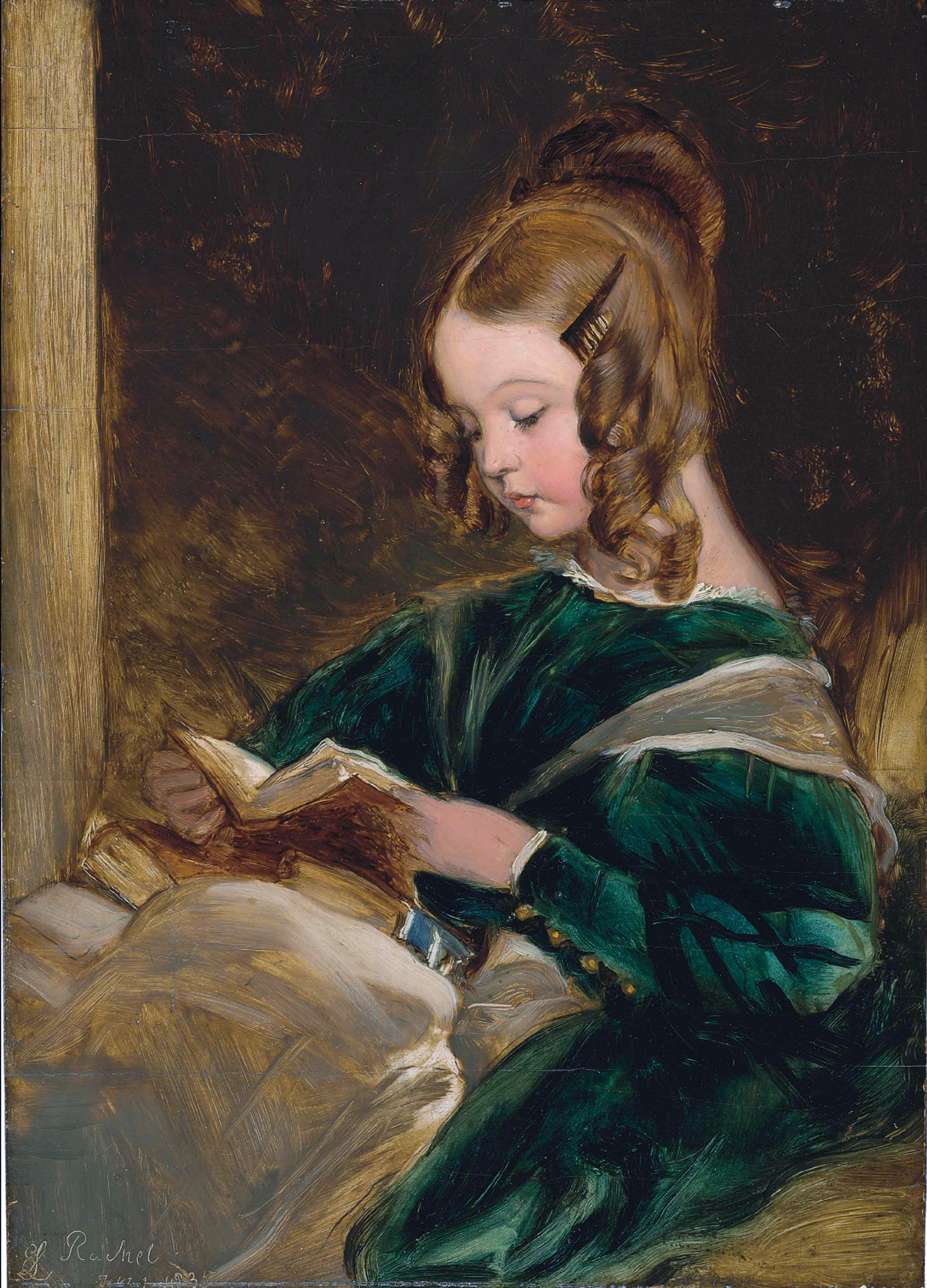
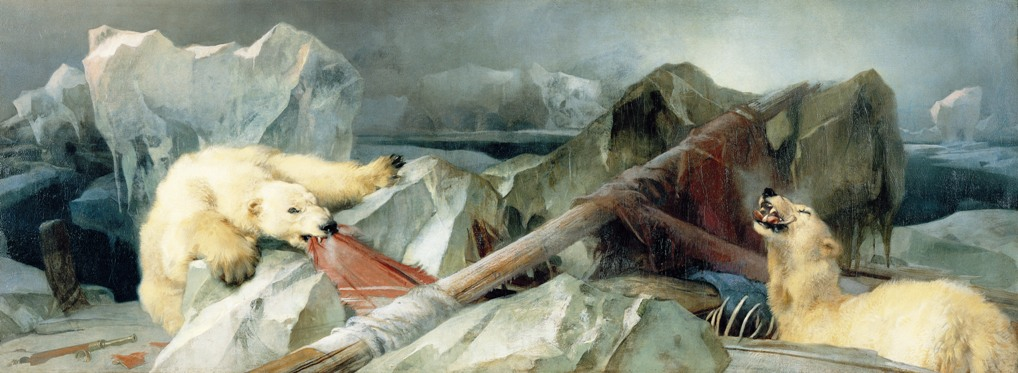
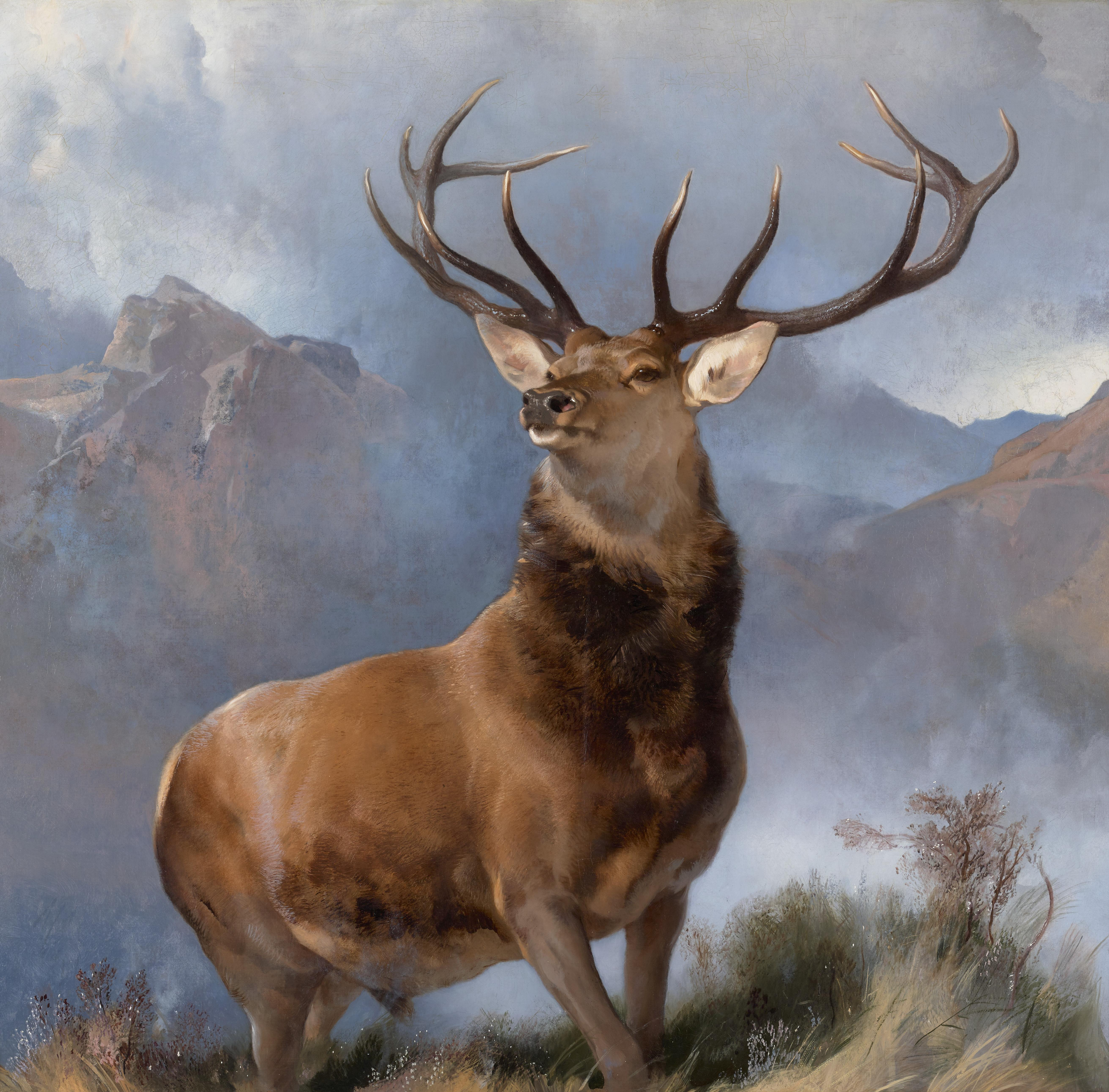